# Ban Lomlay
Ban Lomlay – wieś położona w południowo-wschodnim Laosie, w prowincji Attapu, w dystrykcie Phouvong.